# Marcel Risse
Marcel Risse (Keulen, 17 december 1989) is een Duitse voetballer die als middenvelder speelt. Hij verruilde 1. FSV Mainz 05 in juli 2013 voor 1. FC Köln, waar hij in januari 2017 zijn contract verlengde tot medio 2022.

## Clubcarrière
Al op vroege leeftijd begon Risse met voetballen bij Höhenhaus TuS, waar hij op zesjarige leeftijd werd gescout door Bayer 04 Leverkusen. In het seizoen 2007-2008 werd hij voor het eerst opgenomen bij de eerste selectie en zat hij regelmatig op de bank. In mei 2008 mocht hij zijn Bundesliga debuut maken tegen Hertha BSC.
Tijdens de winterstop van het seizoen 2008/09 werd Risse samen met zijn ploeggenoot Stefan Reinartz voor een jaar uitgeleend aan 1. FC Nürnberg. Hoewel hij het voornamelijk moest hebben van invalbeurten maakte hij een goede indruk door zijn snelheid. Hij kwam er tot twaalf12 wedstrijden. Nadat het seizoen afgelopen was zouden zowel Risse en Reinartz terugkeren naar Leverkusen, echter was Reinartz de enige. Risse zou nog een jaar bij Nürnberg spelen. Aanvankelijk werd Risse veel gebruikt, maar was in de ogen van zijn coach niet de speler die het team kon behoeden voor degradatie. Nadat Dieter Hecking in de winterstop als nieuwe trainer werd gepresenteerd ging Risse meer spelen en gaf hij zelfs een assist in de play-off wedstrijd om promotie/degradatie.
In de zomer van 2010 zou Risse weer terugkeren naar Bayer 04 Leverkusen, en deed dan ook mee aan de voorbereiding van het seizoen. Echter werd besloten dat er geen toekomst meer voor hem was bij de club en werd hij verkocht aan FSV Mainz 05 waar hij een driejarig contract tekende.
In november 2011 werd Risse werd een gebarsten bot nabij zijn knie geconstateerd, na onderzoek bleek dat hij een chronische bot kneuzing had, waardoor hij het hele seizoen 2011/2012 was uitgeschakeld. Uiteindelijk wist hij tot 56 wedstrijden voor de club te komen, waarin hij drie doelpunten maakte.
In de aanloop naar het seizoen 2013/14 maakte Risse de overstap naar de 2. Bundesliga om uit te komen voor 1. FC Köln. Hij tekende hier een contract dat hem tot de zomer van 2016 aan de club verbond. Onder leiding van de Oostenrijkse trainer-coach Peter Stöger won hij in het seizoen 2013/14 met 1. FC Köln de titel in de 2. Bundesliga, waardoor de club terugkeerde in de hoogste afdeling van het Duitse voetbal, de Bundesliga.

## Erelijst
| Competitie             |         |         |         |         |
| Competitie             | Aantal  | Jaren   |         |         |
| FC Köln                | FC Köln | FC Köln | FC Köln | FC Köln |
| ---------------------- | ------- | ------- | ------- | ------- |
| Kampioen 2. Bundesliga | 1x      | 2013/14 |         |         |
| Duitsland -19          |         |         |         |         |
| Europees kampioen -19  | 1x      | 2008    |         |         |

1 Schwäbe ·
2 Schmied ·
3 Heintz ·
4 Hübers  ·
5 Soldo ·
6 Martel ·
7 Ljubičić ·
8 Huseinbašić ·
9 Waldschmidt ·
11 Kainz ·
12 Nickisch ·
13 Uth ·
15 Kilian ·
16 Obuz ·
17 Paçarada ·
19 Lemperle ·
20 Pentke ·
21 Tigges ·
22 Christensen ·
24 Pauli ·
25 Gazibegović ·
29 Thielmann ·
34 Harchaoui ·
35 Finkgräfe ·
37 Maina ·
42 Downs ·
43 Čuber Potočnik ·
44 Köbbing ·
47 Olesen ·
Coach: Struber